# Windows Ink
Windows Ink工作区（簡稱：Windows Ink）是Windows 10版本1607中推出的系統功能。簡化電腦上使用觸控筆的體驗。

## 啟動
按下在系統工作列上Windows的墨水工作區按鈕。內置像畫板，素描屏和便簽經驗，以及筆應用程序，在任務欄上單擊鼠標右鍵，選擇“顯示視窗工作區墨鍵”。

## 功能

### 畫板
在Windows的墨水工作區，從消費者的研究主要對人們模擬筆和三個關鍵經驗。它感覺如何自然流暢勾勒出的想法在空白紙上。畫板提供了簡單地用空白的畫布，可以快速輕鬆地繪製一個想法，塗鴉，創建。可以使用雙手更自然，可以寫時將手掌向下，直觀地用另一只手彈出一個數字標尺編寫直線。

### 屏幕草圖
屏幕草圖讓畫在的整個桌面的屏幕捕獲 - 協作處理文檔。而這種想法擴展到屏幕草圖，所以可以畫，裁剪和標記整個圖像。類似於畫板，已經取得了很容易讓保存。

### 粘滯便箋
增加了一個全新的便箋體驗，以創建和註釋保存到Windows裝置和定制他們通過大小和顏色的小方法。設備和智能實體提取使用Bing創建Cortana提醒的能力。例如將能夠寫一個電話號碼，幾記下來的項目成為一個易於管理的清單。

### 油墨應用
墨工作區給用戶的最佳應用筆適合自己的需求，一個“獲取筆應用程序”鏈接，直接去店裡展示所有可用的與你的筆使用筆功能的應用程序。大部分藝術家為中心的應用程序，齊心協力一套跨多個類別的大油墨驅動的應用程序。